# Arquennes
Arquennes (în valonă Ârquène) este un sat din regiunea Roman Païs, situat la granița provinciei Hainaut cu Brabantul Valon, în Belgia. Din punct de vedere administrativ, face parte din comuna Seneffe (Regiunea Valonă a Belgiei).

## Istorie

### Origini
Arquennes este un sat foarte vechi din Roman Païs al Brabantului, atașat provinciei Hainaut începând cu 17 februarie 1800 și aparținând în prezent comunei Seneffe. În 1125 era ortografiat „Arkenna”, în 1137 „Archenne”, iar în 1147 „Arken”, formă păstrată până în 1827.
Fiind o regiune a pietrei, în Arquennes au fost identificate 20 de mărci ale maeștrilor de carieră, datând între 1580 și 1759. Importanta lor corporație a dus renumele satului atât în Belgia, cât și în străinătate. Unele cariere vechi au fost astupate, altele s-au inundat natural, contribuind astfel la diversitatea potențialului turistic local. Râul Samme a fost amenajat pentru navigație pentru a facilita transportul pietrei.
Arquennes păstrează urme foarte vechi de locuire umană, din Paleolitic până în Epoca Bronzului, precum și vestigii de vile romane și un cimitir franc. Satul a aparținut odinioară Roman Païs din Brabant, fiind încorporat în Hainaut în anul 1800.
În anul 1917 a fost traversat de armata germană.

## Demografie
- INS - 1831 până în 1970 = recensăminte, 1976 = numărul de locuitori la 31 decembrie.

## Patrimoniu și cultură

### Patrimoniu arhitectural
- Biserica Sainte-Vierge-et-Boniface. Corul și navele, în stil specific regiunii Hainaut, au fost construite în jurul anului 1500, iar alte părți ale edificiului în 1521 și 1522. În anii 1762 și 1764, au fost reconstruite absidele laterale și turnul. Biserica a fost restaurată de mai multe ori în secolul al XVII-lea, precum și în anii 1952 și 1956 de către arhitectul Ladrière[2].
- Fosta clădire a primăriei, situată în Place Albert Ier, datată din 1838[3].
- Ferma Vassal sau Petit Pibramont, în cătunul Bois, datând din secolul al XVII-lea[4].
- Ferma Paradis, pe strada Bon Conseil. Ferma este datată din 1753, inscripția fiind realizată cu ancore metalice[4].
- Capela Notre-Dame du Bon Conseil, pe strada Bon Conseil. A fost construită în cadrul unei ample campanii inițiate de seniorul din Arquennes, Godefroid de Berghes, între 1628 și 1644, cu sprijinul a numeroși binefăcători, precum J. Lenglez, J. Nopère, J. Dubois și J. Del Fontaine, toți maeștri carieri. Capela a fost restaurată în 1869, apoi în 1931 și 1932 de către arhitectul Ladrière. Fațada în stil baroc datează din 1632[5].
- Castelul Blase, pe strada Carrières. A fost construit în a doua treime a secolului al XIX-lea, în stil neoclasic[6].
- Capela Notre-Dame du Mont Carmel, pe strada Chèvremont. Inițial amplasată în Place Mathy, această potală a fost construită în 1773 și refăcută în 1840[7].
- Spitalul Hoya, în cartierul Fontaine. Datează de la sfârșitul secolului al XVI-lea[8].
- Fostul priorat-fermă Rennisart, cu corpuri de locuit datând din secolele al XVII-lea și al XVIII-lea[9].
- Ferma Bruyère, pe strada Grande-Peine. Într-un ansamblu de hambare moderne se păstrează o locuință joasă datată din 1748[10].
- Alcazar, situat în Grand-Place. Construit de Jérôme de Nopère în 1664, a primit numele actual în secolul al XIX-lea[10].
- Ferma Petite Barrière. Ansamblu în formă de U din a doua jumătate a secolului al XVIII-lea[11].
- Ferma Hubeaumont, pe bulevardul Petit-Rœulx. Fost priorat aflat în subordinea abației Saint-Feuillien din Le Rœulx, din anul 1153[11].
- Podul din Arquennes, pe strada Samme. A fost construit în jurul anului 1885, cu ocazia realizării canalului Charleroi-Bruxelles, fiind conceput ca un pod mobil[12].
- Ferma Basse-Cour. Ansamblu care datează din secolul al XVI-lea, reamenajat în secolul al XVIII-lea și transformat în special în secolul al XIX-lea. Se afla altădată într-o meandră a râului Samme și a devenit reședință seniorială după incendiul castelului[13].
- Castelul Alcantara, pe strada Scarbotte. A fost construit în 1722 de contele Ferdinand d'Alcantara și modificat semnificativ în secolul al XIX-lea[13].
- Capela Notre-Dame du Rosaire, pe bulevardul Vignoble, datând din secolul al XVIII-lea[13].
- Fântâna „Rêve de pierre rêve d'eau”, situată în Grand-Place, evocă trecutul carieristic al regiunii.
- Linia de cale ferată 141 trecea prin Arquennes, care avea o gară. Podul feroviar peste Samme a fost demolat.
- Pista de ciclism RAVeL 3, numită și „Veloruta Carnavalurilor” (Tubize–Chimay), trece prin Arquennes, urmând traseul fostei linii feroviare. Ea însoțește râul Samme pe o porțiune lungă.